# Xylophagus inermis
Xylophagus inermis är en tvåvingeart som beskrevs av Nina Krivosheina 2000. Xylophagus inermis ingår i släktet Xylophagus och familjen vedflugor. Inga underarter finns listade i Catalogue of Life.